# (35249) 1995 WQ3
1995 WQ3 (asteroide 35249) é um asteroide da cintura principal. Possui uma excentricidade de 0.04764100 e uma inclinação de 2.97855º.
Este asteroide foi descoberto no dia 21 de novembro de 1995 por Farra d'Isonzo em Farra d'Isonzo.